# Jakovljevo
Jakovljevo (cyr. Јаковљево) – wieś w Serbii, w okręgu jablanickim, w gminie Vlasotince. W 2011 roku liczyła 336 mieszkańców.